# Greystead
Greystead – wieś w Anglii, w hrabstwie Northumberland. Leży 52 km na północny zachód od miasta Newcastle upon Tyne i 432 km na północ od Londynu.